# Qt Group
The Qt Company (als Qt Group Plc an der Börse notiert) entstand durch den Aufkauf des norwegischen Softwareunternehmens Trolltech, welches Programmierumgebungen und Programmbibliotheken produziert. Trolltech (früher Quasar Technologies) wurde 1994 von Haavard Nord und Eirik Chambe-Eng (beide Co-CEO) gegründet.
Ab 2008 war sie Teil von Nokia, ab 2012 von Digia. Seit Mai 2016 ist die Qt Company wieder unabhängig und wird an der NASDAQ Helsinki mit dem Kürzel QTCOM gehandelt.

## Geschichte
Die Entwicklung des Hauptproduktes „Qt“ begann bereits 1992. Zwei Jahre später wurde das Unternehmen Trolltech in Oslo, Norwegen gegründet. 1996 war die European Space Agency der erste Kunde, sie verwendete sowohl Qt/Windows als auch Qt/X11. Im Juni 1998 unterzeichnete Trolltech eine Erklärung, die der „KDE Free Qt Foundation“ (repräsentiert durch den KDE e. V.) die Verfügbarkeit einer freien Version des Qt-Toolkits („Qt Free Edition“) zusicherte. Sollte Trolltech die Entwicklung der freien Version einstellen oder länger als zwölf Monate kein Update liefern, so hätte die KDE Free Qt Foundation das Recht, den zu diesem Moment verfügbaren Quellcode unter die BSD-Lizenz zu stellen.
In den folgenden zwei Jahren wurden Niederlassungen in Brisbane (1999, Australien) und Santa Clara (2000, USA) gegründet. Im Oktober desselben Jahres änderte Trolltech auch das Lizenzmodell von Qt 2.2 und aller folgenden Versionen: Es gelten nun die Bestimmungen der „GNU General Public License“ (GPL) und die der „Qt Public License“ (QPL). Qt ist damit dual-lizenziert und entspricht vollständig den Bedingungen für freie Software, allerdings wurden nicht alle Bestandteile relizenziert: Qt/Windows etwa fiel nicht unter die Neuregelung und blieb für alle Entwickler kostenpflichtig. 2002 erschienen die neuen Produkte Qtopia und Qt/Mac. Im folgenden Jahr wurde Qt/Mac unter die GPL gestellt und das neue Produkt Teambuilder (ein Werkzeug zur parallelen und verteilten Kompilierung von in C++ oder C geschriebenem Quellcode in Netzwerken) veröffentlicht. Mit Qt Solutions entstand eine neue Entwicklungsabteilung für kommerzielle Kunden, dort entwickelte Lösungen finden gelegentlich mit starker zeitlicher Verzögerung Eingang in Qt. Im Juli 2004 wurde das Abkommen mit der KDE Free Qt Foundation erneuert.
Ein Jahr später wurde die Niederlassung in China gegründet und Trolltech gab bekannt, dass mit dem Erscheinen von Qt Version 4.0 auch der Windows-Port unter die GPL gestellt werde. Nach der Freigabe der ersten stabilen Version am 28. Juni 2005 stieg die Zahl der auf Qt basierenden Open-Source-Projekte an, das KDE-Team begann mit der Portierung von KDE auf Qt 4 und kündigte für das Endprodukt „KDE SC 4“ eine Vielzahl neuer Funktionen an. 2006 eröffnete Trolltech weitere Niederlassungen in Berlin und München.
Im Juli 2006 ging Trolltech unter dem Kürzel TROLL an die Osloer Börse. Der Ausgabekurs lag bei 17,50 Euro und stieg noch am selben Tag auf über 21 Euro, in den folgenden Monaten verlor die Aktie allerdings deutlich an Wert und der Kurs sank unter den Ausgabewert.
Am 17. Juni 2008 wurde Trolltech von Nokia übernommen und am 29. September 2008 in Qt Software umbenannt. Seit dem 18. Juni 2008 wird das ehemalige Trolltech an der Osloer Börse nicht mehr gelistet. Seit dem 11. August 2009 nannte sich die Sparte Qt Development Frameworks.
Am 14. Januar 2009 wurde Qt 4.5 und folgenden die Lizenz „GNU Lesser General Public License“ (LGPL) hinzugefügt.
Im März 2011 wurde der Geschäftsteil, der sich mit der Lizenzierung und Dienstleistung für die ca. 3500 Kunden beschäftigt, von Nokia an das finnische Softwarehaus Digia verkauft. Einen Monat zuvor war bekannt geworden, dass Nokia für seine künftigen Nokia Windows Phones die Qt-Software nicht einsetzen wird.
Im August 2012 hat Digia Qt vollständig von Nokia übernommen und dafür 4 Millionen Euro gezahlt.
Im Mai 2016 kam es zu einer Loslösung der Sparte von Digia und dem Gang an die Börse Helsinki unter dem Kürzel QTCOM.

## Produkte
Qt (Bibliothek)wichtigstes Produkt, eine Programmbibliothek inklusive Entwicklungsumgebung für plattformübergreifende Softwareentwicklung. Die Programme werden vorrangig in C++ geschrieben und sind unter anderem unter Unix/Linux, Microsoft Windows und macOS lauffähig. Wesentliche Teile von KDE basieren auf Qt, ebenso Google Earth und Skype.
Qt Creatoreine C++-basierte plattformübergreifende Entwicklungsumgebung für Qt.
Qt Extended (vormals Qtopia)eine grafische Oberfläche für PDAs, Mobiltelefone und andere Embedded-Geräte. Auf ihr basiert die freie PDA-Oberfläche OPIE. Die Entwicklung wurde eingestellt und der Funktionsumfang unter dem Namen Qt Mobility in Qt integriert.
QtScriptein plattformübergreifendes Toolkit zur Implementation von Skriptfähigkeiten in Qt-Programme (ehemals umgesetzt von Qt Script for Applications (QSA)).
qmakeein Makefile-Generator zum Erstellen eines Softwareprojekts, ähnlich wie automake.
Teambuilderermöglicht verteiltes Kompilieren von in C++ oder C geschriebenem Code.
Greenphoneein auf Qtopia basierendes Mobiltelefon, welches im Gegensatz zum Neo1973 nur zur Produktdemonstration diente.

## Unternehmensstruktur
Die zuletzt 869 Mitarbeiter (Stand: 2024) hielten bis Ende Januar 2008 die größten Anteile des Unternehmens. Trolltech unterstützt Open-Source-Projekte, darunter vor allem das KDE-Projekt, durch Support, Entwickler-Programme, Programmier-Wettbewerbe und bezahlte Softwareentwickler.
Am 28. Januar 2008 gab Trolltech in einer Mitteilung den Verkauf an Nokia bekannt. Die Kaufofferte von 843,6 Millionen Kronen (etwa 105 Mio. Euro) wurde vom Trolltech-Vorstand angenommen und von den Aktionären mit insgesamt mehr als zwei Drittel der Anteile verbindlich unterstützt. Die Börsennotierung des Unternehmens endete im Juni 2008.

### Mitarbeiter
Viele aktuelle und ehemalige Trolltech-Mitarbeiter stammen aus dem Open-Source-Umfeld und sind auch weiterhin für solche Projekte tätig:
- Matthias Ettrich, Gründer des KDE-Projekts, Director of Software Development für Qt
- Scott Collins, ehemaliger Entwickler bei Mozilla
- Harri Porten, KDE-Entwickler und CEO bei Froglogic
- Zack Rusin, Entwickler im X.Org-Projekt (arbeitete bis August 2007 für Trolltech)
- Roberto Raggi, KDevelop-Entwickler
- Benjamin Meyer, KDE-Entwickler
- Knut Yrvin, Skolelinux
- Lars Knoll, KHTML-Architekt stieg im Dezember 2007 als Entwicklungsleiter ein
- Aaron Joseph Seigo, KDE-Desktop-Entwickler (Plasma)